# Carrizales y sotos del Jarama y Tajo
Carrizales y sotos del Jarama y Tajo este o arie protejată (arie de protecție specială avifaunistică — SPA) din Spania întinsă pe o suprafață de 974,77 ha, integral pe uscat.

## Localizare
Centrul sitului Carrizales y sotos del Jarama y Tajo este situat la coordonatele 39°57′06″N 3°45′42″W / 39.9518°N 3.7616°V.

## Înființare
Situl Carrizales y sotos del Jarama y Tajo a fost declarat arie de protecție specială avifaunistică în decembrie 2007 pentru a proteja 20 de specii de animale.

## Biodiversitate
Situată în ecoregiunea mediteraneană, aria protejată conține 7 habitate naturale: Galerii de Salix alba și de Populus alba, Stepe sărăturate mediteraneene (Limonietalia), Tufărișuri termo-mediteraneene și de pre-deșert, Galerii și tufărișuri riverane sudice (Nerio-Tamaricetea și Securinegion tinctoriae), Pajiști umede mediteraneene cu ierburi înalte de Molinio-Holoschoenion, Tufărișuri halo-nitrofile (Pegano-Salsoletea), Râuri mediteraneene cu debit permanent cu specii de Paspalo-Agrostidion și galerii riverane de Salix și de Populus alba.
La baza desemnării sitului se află mai multe specii protejate:
- păsări (15): stârc roșu (Ardea purpurea), stârc galben (Ardeola ralloides), rață roșie (Aythya nyroca), barză albă (Ciconia ciconia), erete de stuf (Circus aeruginosus), egretă mică (Egretta garzetta), piciorong (Himantopus himantopus), stârc pitic (Ixobrychus minutus), pescăruș-cu-cap-negru (Larus melanocephalus), stârc de noapte (Nycticorax nycticorax), Oxyura leucocephala, bătăuș (Philomachus pugnax), ploier auriu (Pluvialis apricaria), Porphyrio porphyrio, turturică (Streptopelia turtur)
- pești (4): Achondrostoma arcasii, Luciobarbus comizo, Pseudochondrostoma polylepis, Rutilus alburnoides
- reptile (1): Mauremys leprosa

Pe lângă speciile protejate, pe teritoriul sitului au mai fost identificate 5 specii de amfibieni, 13 specii de reptile.